# تپه خمیس‌آباد (کد ۱۰)
تپه خمیس آباد (ک - ۱۰) مربوط به دوران پیش از تاریخ ایران باستان - دوران‌های تاریخی پس از اسلام است و در شهرستان کنگاور، روستای خمیس آباد واقع شده و این اثر در تاریخ ۲۴ فروردین ۱۳۸۲ با شمارهٔ ثبت ۸۱۰۲ به‌عنوان یکی از آثار ملی ایران به ثبت رسیده است.